# Râul Băbușa
Râul Băbușa este un curs de apă, afluent al râului Bârlad. 